# 맥라렌 MP4-30
맥라렌 MP4-30(영어: McLaren MP4-30)은 Tim Goss와 Neil Oatley가 맥라렌이 2015년 포뮬러 원 시즌에 출전하도록 설계한 포뮬러 원 레이싱 카였다.